# 高句丽争议

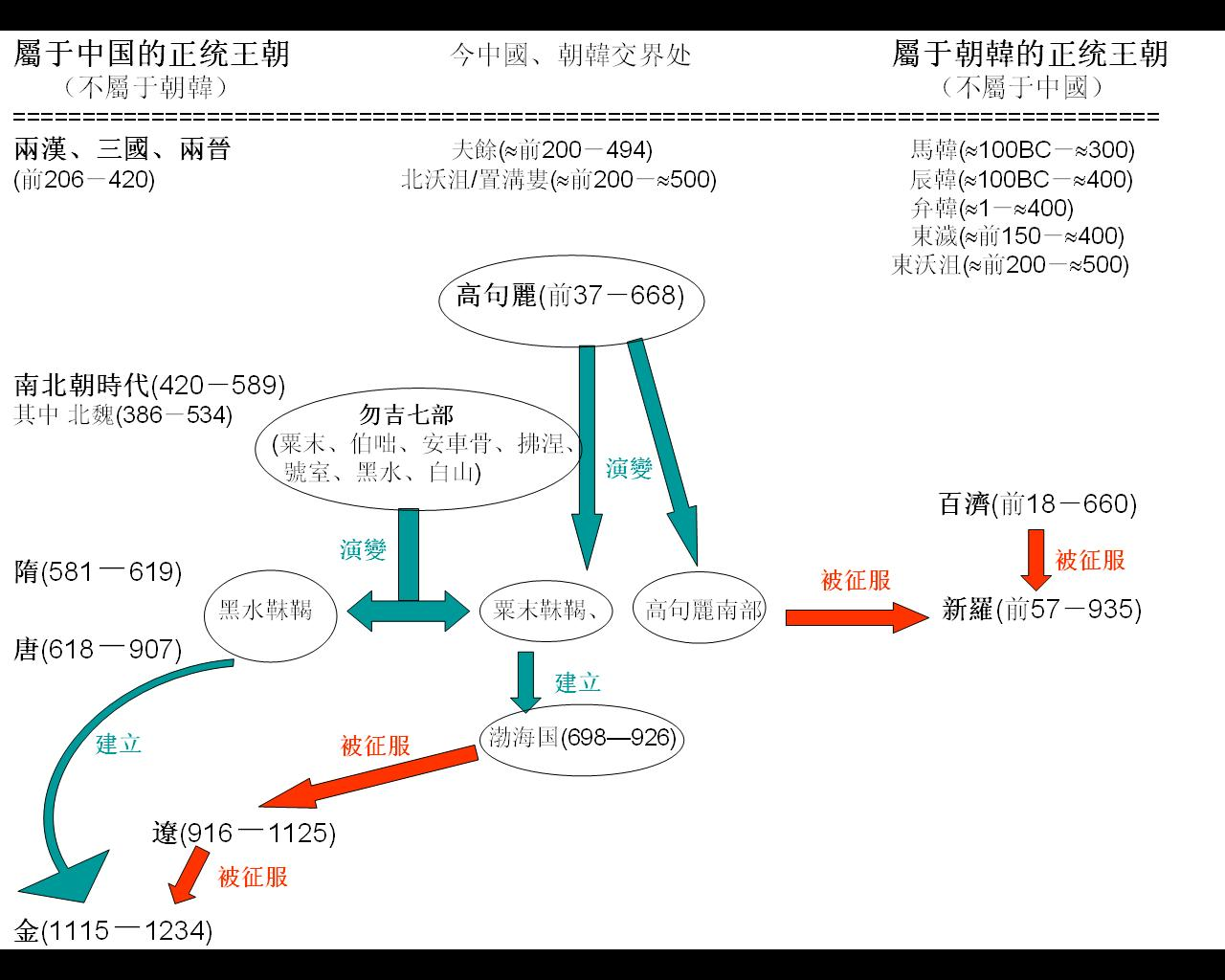
高句丽关系演化图

高句丽争议指的是中国与韩国、朝鲜有关高句丽历史归属问题的争议。2001年12月，中国社会科学院组织立项“东北边疆历史与现状系列研究工程”（简称“东北工程”），研究中国东北边疆历史，并于2003年6月24日在《光明日报》发表署名边众的文章《试论高句丽历史研究的几个问题》:334-335。之后，东北工程的研究引起韩国国内学术界、政府和民间的强烈争议。为避免事态的升级影响到两国关系，2004年8月22日，中韩两国就高句丽历史问题举行了9个半小时的紧急磋商，并达成《五项谅解事项》:337。此后，两国领导人都在不同场合表示遵守《五项谅解事项》，学术与政治分开，现实与历史分开，正确对待，妥善处理，不让争议影响两国关系。

## 中国学者观点
关于高句丽归属，中国学者有四种不同观点：高句丽为中国古代少数民族政权；高句丽为朝鲜古代国家；高句丽在从中国集安迁都平壤之前为中国历史，迁都平壤后为朝鲜古代国家；高句丽同属中国和朝鲜的历史，“一史两用”:946-947。持这四种观点的论文和著作都有许多发表、出版:948。
- 中国东北史学家金毓黻在其1941年出版的《东北通史》指出：“高句丽一族本出扶余，为吾中华民族之一部分，立国于东北疆最久。”中华人民共和国成立后，许多与金毓黻持相同观点，认为高句丽为中国古代少数民族政权的出版物得到发表。[5]:946
- 中国历史学家范文澜1978年出版的《中国通史》将高句丽视为朝鲜古代国家。《中国通史》第三编第二章中如是写道：“隋炀帝攻高（句）丽，引起国内民众大反抗，对中国统治者应该是一个严重的教训... ...唐太宗灭突厥，高（句）丽愈益表示友好。唐太宗却滋长了侵略野心，自恃国大兵强，企图加害弱小邻国，以为一定能得到胜利，事实和愿望恰恰相反，他得到的是悔不可及的失败。”与范文澜持相同观点的出版物有很多，其中包括1968年出版的朴文一等著的《朝鲜简史》和其后出版的姜孟山主编的《朝鲜通史》[5]:946-947。中华人民共和国在1949年建国之后，中国政府也曾把与朝鲜联合考古的高句丽文物“赠送”给朝鲜[6]。
- 郭沫若主持的《中国史稿》（第四册）将公元427年迁都平壤的高句丽作为隋唐时期的一个少数民族政权处理，而将迁都平壤后的高句丽处理成朝鲜古代国家。中国历史地理学家谭其骧在1991年发表的《历史上的中国和中国历代疆域》也指出“当它（高句丽）建都鸭绿江北岸今天的集安县境内，疆域跨有鸭绿江两岸时，我们把它的全境作为当时中国的疆域处理。但是等到5世纪时它把首都搬到了平壤以后，就不能再把它看做中国境内的少数民族政权了，就得把它作为邻国处理。”[7][5]:947
- 中国朝鲜史学者刘子敏在其1999年发表的《关于高句丽政权及其领域的历史归属问题之我见》中指出：“高句丽的历史无疑应当是中、朝两国的共同历史，两国在撰写自己的国史时都可以将其纳入其中。”[8]:947持相同观点的中国朝鲜史学者姜孟山在其2000年发表的《高句丽史的归属问题》提出了古代民族史和古代国家史归属的四个标准，并认为“高句丽史首先属于中国，但是高句丽史又属于朝鲜历史”[5]:947-948[9]:104。
- 马大正等所著《古代高句丽历史续论》在提及高句丽研究的原则和态度时指出，“将高句丽纳入古代朝鲜半岛历史范畴的历史认识与记述，在朝鲜半岛已近千年的历史，已经成为朝鲜半岛历史与文化传统的一个重要组成部分”，我们应该能够用一颗平常心来对待。“尊重朝鲜半岛南北两个国家的历史文化传统与民族感情，承认朝鲜半岛学界在高句丽历史研究上同我国学界有着不同立场与观点的事实。我们的态度应当是， 既不赞成朝鲜半岛学者否认高句丽历史为中国古代历史一部分的主张，也不强求对方接受我们的观点，从符合学术界规范与国际惯例的角度去开展正常的学术交流与争鸣。应该看到，在高句丽历史问题上我国学界同朝鲜半岛南北学界的分歧与争论，主要是学术与历史问题，应避免其政治化。我们应该保持冷静与客观态度，坚持学术研究与政治问题、历史研究与现实关系分开的原则。”[10]:13

## 东北工程和学术争议
“东北边疆历史与现状系列研究工程”（简称“东北工程”）由中国社会科学院于2001年12月组织立项，2002年3月正式启动。该工程的宗旨是“研究中国东北边疆历史上的疑点问题以及理论上的难点问题”，其主要研究课题包括古代中国疆域理论、东北地方史、东北民族史、中韩关系、中国东北边疆与俄国远东地区政治、经济关系史、以及古朝鲜、高句丽史、渤海史等。:948:335
2003年6月24日，《光明日报》发表署名边众的文章《试论高句丽历史研究的几个问题》。该文章根据高句丽“先人的活动范围在周秦之际就在我国东北地区之内”；高句丽建国“早期都城，当时属汉玄菟郡管辖范围”；汉唐“历代王朝，包括分裂时期的各王朝都认为高句丽是边疆民族政权”；高句丽“也没有‘自绝’于中国之外”，自我定位是“中央王朝的边疆地方政权”；高句丽灭亡后“大部分都融入了汉族人中”等观点，认为“高句丽民族是我国东北历史上的一个民族，高句丽政权是我国东北历史上的边疆民族政权”，“王氏高丽并不是高句丽的继承者”等。此篇论文是东北工程的研究成果之一。
中国东北工程的启动和《试论高句丽历史研究的几个问题》在《光明日报》的发表成为中韩两国高句丽历史归属争议的导火线。2003年7月15日和8月16日，韩国《中央日报》分别载文介绍、议论中国的“东北工程”。同年9月，韩国《新东亚》杂志载文质疑“中国为何要吞并高句丽史”？同年10月12日，韩国放送公社（KBS）在“周日特别节目”中，以“韩中历史战争-高句丽是中国史吗？”为题进行报道。中韩学术界对高句丽归属之争由此展开。:948-949

## 韩方反应

### 学术界
韩国学术界的绝大多数学者认为高句丽是韩国古代国家，只有个别学者认为高句丽历史和中国历史一样同属中华文化圈，是中国历史的一部分，也是韩国历史的一部分。2003年12月9日，韩国古代史学会、韩国考古学会、韩国近代史学会等17个学会在首尔成立“中国歪曲高句丽史共同对策委员会”，并发表联合声明要求“中国应立即停止把高句丽史编入中国历史的歪曲历史行为”。声明认为中国通过“东北工程”国策计划，将高句丽编入中国史，主张高句丽族亲系统是汉族的一个支脉等是歪曲历史，并声称如果中国坚持这种“霸权主义历史观”，像最近日本历史教科书歪曲历史事件中所暴露出的情况一样，有可能使周边国家的关系恶化。:949:336
2003年下半年起，韩国学术团体多次举行以高句丽为主题的研讨会。高句丽研究会曾以“高句丽史=中国史，中国的逻辑是什么？”为题举办专题研讨会。2003年12月30日，白山学会在其学术刊物《白山学报》出版了“高句丽、渤海特辑号”。该学会还出版了《高句丽是中国的吗？》一书。:949
韩国汉阳大学慎镛夏教授2003年12月8日在《朝鲜日报》撰文称中国东北工程的观点毫无疑问是错误的，应立即停止这种“侵略历史”的“历史帝国主义”。:949:336

### 政界
2003年12月12日，韩国民主党议员沈载权、大国家党议员权五乙等25名各党派议员向韩国国会提交了“敦促中国停止歪曲历史的决议案”。议案提出“中国从去年起5年内投入200亿人民币推进东北工程，其目的在于将高句丽史编入中国史。如果这一计划顺利完成，高句丽史、渤海史乃至古朝鲜史都将会编入中国史，动摇韩国史的根基”，并敦促“我国政府应提出强烈抗议，同时政府相关部门应共同出台对策方案，并对中国歪曲历史的行为推进南北韩共同应对的方案”。:950-951
2003年12月13日，时任韩国总理高建针对高句丽问题成立了由国史编纂委员会、韩国精神文化研究院等参加的高句丽史研究中心，并向中方表示“中国学术界歪曲高句丽史，有可能对两国关系产生负面影响”的忧虑。2004年3月1日，韩国政府主管的高句丽研究财团成立。高句丽研究财团设立高句丽历史、高句丽文化、古代朝鲜史、渤海史、东北亚关系史、民族问题等6个研究小组，招聘了17位具有博士学位的研究人员进行研究:950。2006年5月，韩国国会通过立法拨款成立东北亚历史财团，在韩国掀起研究历史的风潮:961。

### 民间
2004年，韩国放送公社（KBS）和韩国教育放送公社（EBS）播放了18集高句丽历史系列片，并聘请韩国学者做主持:951。
韩国“守护高句丽史全民族市民联大”等一些民间团体举行了千万市民签名运动，给外国有关机构和史学家发电子邮件，阐述高句丽史为韩国史的观点。一些团体舉起“中国应立即停止把高句丽史编入中国历史的歪曲历史行为”的标语在中国驻韩国大使馆外举行集会示威。还有人扮成高句丽名将乙支文德宣读决议书。一些韩国民间团体在集会中，指责中国东北工程不仅是历史霸权主义，还有着鲜明的政治意图，是一种否定韩民族根基的重大历史侵略。:951

## 两国政府共识
2004年2月时任中国外交部副部长王毅访韩期间，提议从学术角度而不是政治角度解决高句丽问题，得到韩国外交部的赞同。同年4月20日，中国外交部在其官网上介绍韩国历史时将7世纪之前的三国历史表述为“朝鲜半岛一带出现新罗、百济等割据政权”，高句丽的名字消失。韩国舆论对此表示了强烈的不满。8月2日，韩国政府要求中国外交部官网恢复有关“高句丽”部分的记述。8月5日，中国外交部对网站内容再次做了修改，将韩国历史表述为“1948年8月15日，大韩民国成立，李承晚当选首任总统”。但韩国舆论认为此行为将韩国5千年历史缩短成了半个来世纪的历史。当天，韩国外交通商部亚太局长专程来北京向中国外交部表示抗议，要求中国外交部恢复对高句丽历史部分的表述并通报韩国政府。不过中国外交部并没有接受他的建议，但希望通过协商解决争议。:337
2004年8月22日，中国派新任外交部副部长武大伟就高句丽问题访韩，在与韩国外交通商部次官崔英镇等韩国官员举行了9个半小时的紧急磋商后，双方达成了《五项谅解事项》：高句丽历史问题成为两国共同关心的重大问题，中方对此予以重视；为了防止因历史问题影响两国友好关系，双方要努力发展全面合作伙伴关系；未来将在中韩合作关系的框架下，寻求公正解决高句丽历史问题的方案，采取必要举措，为防止高句丽历史演变成政治问题做出努力；中方就韩方从中央到地方政府角度关心高句丽史相关记述表示理解，并采取必要的举措防止问题复杂化；中韩双方将为尽快举办学术交流而努力，并使之有助于增进两国间的学术交流和两国国民的理解:336:949。此外，中方承诺2005年秋季中小学历史教科书的修订不涉及高句丽内容，并再次指出韩国政界、学术界一些人士和政府有关刊物对中国提出领土要求的问题。但韩方表示，提出高句丽归属问题是中国政府行为，而领土主张不是韩国政府的主张:201:58。
8月26日-30日，中国全国政协主席贾庆林应邀访问韩国。在与时任韩国总统卢武铉会见时，贾庆林表示中国非常关心高句丽问题对两国关系造成的影响，并将慎重和认真、负责地解决这一问题，维护来之不易的两国关系，不要因为两千年前的历史问题而受到损害。如果双方从长期战略的高度相互尊重、以诚相待，就会有充分的智慧圆满地解决双方关心的问题。希望以此作为战胜考验、发展两国更加密切关系的契机、推动两国关系继续朝着正确的方向健康稳定地发展。卢武铉对高句丽成为两国争议点表示遗憾，希望中方充分认识韩国国民和政府的想法，根据双方达成的谅解迅速采取可令人接受的措施。并强调，高句丽问题不能损害迅速发展的两国关系。:952
2006年9月，时任中国国务院总理温家宝在芬兰赫尔辛基参加亚欧会议期间与卢武铉会面时，表示“中国政府遵守中韩五项谅解事宜”，“希望我们共同努力，不使这一问题影响到两国关系”。同年10月，卢武铉访华期间，时任中国国家主席胡锦涛与其会谈时谈及高句丽问题时说“历史问题不应该影响到两国实质性关系的发展，要履行中韩两国达成的五项谅解解事宜”。2007年4月5日，温家宝在访韩前夕接受了韩国联合通信社等19家韩国媒体驻京记者的联合采访。在谈及历史问题是，温家宝指出“中韩有着数千年的友好交往史，这是两国关系发展的有利条件。中韩之间不存在领土问题，这是两国关系发展的重要政治基础。对于民族、疆域变迁史的研究，应该本着学术与政治分开，现实与历史分开的原则，正确对待，妥善处理，不要影响两国关系”:18。